# Ištarat
Ištarat je bila semitska boginja ljubezni, plodnosti in erotike, tudi boginja vojne, ki so jo častili v mestu Mari v sedanji Siriji. Njen tempelj so odkrili leta 1952. Njeno ime je sčasoma postalo različica imena boginje Ištar, ki so jo ob Ištarat častili v Mariju.